# Navadna mokarica
Navadna mokarica (znanstveno ime Clitopilus prunulus) je gliva iz rodu mokaric (Clitopilus). Prvi jo je opisal Giovanni Antonio Scopoli v knjigi Flora carniolica, ki je prvo znanstveno delo o naravi v Sloveniji.

## Značilnosti
Klobuk ima v premeru od 5 do 12 cm in je bele ali bledo sive barve s kremnimi ali rožnatimi odtenki. Površina je mat in na otip spominja na semiš. Je nepravilno konveksen, in ko se razpre, na sredini nastane vdolbina. Rob je valovit.
Lističi so najprej beli, z dozorevanjem postanejo rožnati, Veliko lističev se razcepi. Na bet so pritrjeni in se po njem spuščajo navzdol.
Bet je širok od 2 do 4 cm in je bel ali siv, pogosto s smetanastim ali rožnatim odtenkom. Je trden in bolj ali manj valjast in brez obročka. Visok je od 1,5 do 4 cm, kar je razmeroma kratko za tako veliko gobo in je pogosto pritrjen na klobuk rahlo ekscentrično.
Meso je čvrsto in belo. Scopoli je opisal, da diši po sveže mleti moki. Nekateri pa opisujejo, da vonj spominja na kumare.

## Razširjenost in življenjski prostor
Raste poleti in jeseni na tleh v listnatih in iglastih gozdovih.
Razširjena in dokaj pogosta v večini držav celinske Evrope, delih Azije in Severne Amerike.

## Mikroskopske značilnosti
Trosni prah je rožnate barve. Trosi so mandljaste oblike, ornamentirani z vzdolžnimi grebeni in merijo 9–12 x 4–6,5 μm.

## Podobne vrste
Naslednje vrste so podobne, a imajo vse bel trosni prah:
- kolobarčasta livka (Clitocybe rivulosa)
- poprhnjena livka (Clitocybe nebularis)
- bela svetloglavka (Leucocybe connata)
- majniška lepoglavka (Calocybe gambosa)
- bela polževka (Hygrophorus eburneus)

## Uporabnost
Užitna. Potrebna je previdnost zaradi možnih zamenjav s strupenimi gobami.

## Galerija slik
- ilustracija
- mlade mokarice
- trosi